# Endless Forms Most Beautiful
Endless Forms Most Beautiful – ósmy studyjny album fińskiego zespołu symfoniczno-metalowego Nightwish, wydany przez wytwórnię Nuclear Blast 27 marca 2015 w krajach Unii Europejskiej, 30 marca w Wielkiej Brytanii, dzień później w USA. Jest to pierwszy album, w którym występuje Floor Jansen, a w którym Troy Donockley, współpracujący z Nightwish od czasu nagrywania Dark Passion Play, występuje jako pełnoprawny członek zespołu. W nagrywaniu Endless Forms Most Beautiful wziął także udział Richard Dawkins, brytyjski naukowiec, biolog ewolucjonista i publicysta.
Ponadto jest to pierwszy album, w którym nie zagrał Jukka Nevalainen. Perkusista choruje na bezsenność i z tego powodu wziął urlop zarówno od udziału w sesji nagraniowej, jak i promocyjnej trasy koncertowej. Zastąpił go Kai Hahto, członek zespołów Wintersun i Swallow the Sun.
Singel promujący album, zatytułowany Élan, wyciekł do obiegu internetowego 9 lutego 2015, cztery dni przed planowaną datą wydania, co Tuomas Holopainen nazwał „olbrzymim ciosem dla cudownej tajemnicy otaczającej nadchodzące wydanie nowej muzyki”.

## Koncepcja
Inspiracją do koncepcji albumu było wpływowe dzieło Karola Darwina pt. O powstawaniu gatunków. Znalazło się tam wyrażenie „endless forms most beautiful”, użyte przez Darwina na określenie ewolucji wszystkich współczesnych organizmów od jednego przodka, które zostało użyte jako nazwa albumu

There is grandeur in this view of life, with its several powers, having been originally breathed into a few forms or into one; and that, whilst this planet has gone cycling on according to the fixed law of gravity, from so simple a beginning endless forms most beautiful and most wonderful have been, and are being, evolved.
Jest to wzniosły zaiste pogląd, iż Stwórca natchnął życiem, jakie nas otacza, kilka tylko lub jedną formę i że podczas tego, jak planeta nasza ulegając ściśle prawu ciążenia, dokonywała swego obrotu, tak z prostego początku zdołał powstać i wciąż się jeszcze rozwija nieskończony szereg form najpiękniejszych i najdziwniejszych.

Holopainen powiedział, że chciałby, żeby album był odsłuchiwany od początku do końca, tak jak ogląda się film, zamiast odsłuchiwania utworów osobno w losowej kolejności. Dodał, że utwory łączy luźny motyw piękna życia, piękna istnienia, natury, nauki. Porównując ten album do Imaginaerum, powiedział: „Poprzedni album był złożony w hołdzie dla potęgi wyobraźni. Endless Forms Most Beautiful jest takim hołdem dla nauki i potęgi rozumu”.

## Kompozycja i teksty
Holopainen poinformował, że Endless Forms Most Beautiful jest „cięższy” niż dwa poprzednie albumy; jako przykłady podał „Weak Fantasy”, „Yours Is an Empty Hope” i tytułowy utwór. Według Jansen album jest „w 100% nightwishowy” i bardziej „zespołowy”.
Tekst „Our Decades In The Sun” jest hołdem od członków zespołu dla ich rodziców. Holopainen stwierdził, że był to wyjątkowo trudny w skomponowaniu utwór, przez jego „delikatność i intymność”.
Inspiracją dla „Endless Forms Most Beautiful” była książka Richarda Dawkinsa The Ancestor’s Tale. Holopainen trafił na tę pozycję na lotnisku i to od niej zaczęła się jego fascynacja dziełami Dawkinsa.
„Edema Ruh” to termin pochodzący z powieści Imię wiatru Patricka Rothfussa. Oznacza on podróżujące trupy artystyczne, które żyją z występów w różnych miejscach. Holopainen uważa Nightwish za „współczesną Edemą Ruh”.
Do „The Eyes of Sharbat Gula” Holopainen zaczerpnął inspirację z okładki numeru National Geographic, na której znajdowało się zdjęcie Szarbat Guli. W tym utworze, wydanym jako instrumentalny, miał pojawić się tekst dotyczący dzieci na wojnie, jednak ostatecznie partiom Troya Donockleya towarzyszą oddalone głosy i chór dziecięcy.
Ponaddwudziestominutowy „The Greatest Show on Earth” jest najdłuższym utworem w repertuarze zespołu. Jego tekst dotyczy „życia i ewolucji jako naturalnej selekcji”. Tytuł nawiązuje do książki Richarda Dawkinsa pt. Najwspanialsze widowisko świata. Świadectwa ewolucji. Holopainen zastrzegł, że prawdopodobnie zespół nie będzie wykonywał na żywo tego utworu w całości, a jedynie fragment „zespołowy”.

## Lista utworów
Zestawienie utworów z albumu:
| Endless Forms Most Beautiful (tekst i muzyka: Tuomas Holopainen) | Endless Forms Most Beautiful (tekst i muzyka: Tuomas Holopainen)                                                                           | Endless Forms Most Beautiful (tekst i muzyka: Tuomas Holopainen) |
| Nr                                                               | Tytuł utworu | Długość                                                          |
| ---------------------------------------------------------------- | --- | ---------------------------------------------------------------- |
| 1.                                                               | „Shudder Before the Beautiful” | 6:29                                                             |
| 2.                                                               | „Weak Fantasy” | 5:23                                                             |
| 3.                                                               | „Élan” | 4:48                                                             |
| 4.                                                               | „Yours Is an Empty Hope” | 5:34                                                             |
| 5.                                                               | „Our Decades in the Sun” | 6:37                                                             |
| 6.                                                               | „My Walden” | 4:38                                                             |
| 7.                                                               | „Endless Forms Most Beautiful” | 5:07                                                             |
| 8.                                                               | „Edema Ruh” | 5:15                                                             |
| 9.                                                               | „Alpenglow” | 4:45                                                             |
| 10.                                                              | „The Eyes of Sharbat Gula” (wersja instrumentalna)                                                                                         | 6:03                                                             |
| 11.                                                              | „The Greatest Show on Earth” - I. „Four Point Six” - II. „Life” - III. „The Toolmaker” - IV. „The Understanding” - V. „Sea-Worn Driftwood” | 24:00                                                            |
|                                                                  | | 1:18:39                                                          |

## Twórcy
Opracowano na podstawie materiału źródłowego.
| Zespół Nightwish w składzie - Tuomas Holopainen – aranżacje, instrumenty klawiszowe, produkcja muzyczna - Erno Vuorinen – aranżacje, gitara elektryczna - Marco Hietala – aranżacje, gitara basowa, gitara akustyczna, wokal prowadzący, wokal wspierający - Floor Jansen – aranżacje, wokal prowadzący - Troy Donockley – aranżacje, wokal prowadzący, wokal wspierający, uilleann pipes, low whistle, buzuki, bodhrán - Jukka Nevalainen – aranżacje Dodatkowi muzycy - Richard Dawkins – narracja (1, 10) - Kai Hahto – aranżacje, perkusja - The Metro Voices Choir - Jenny O'Grady – kierownik - Young Musicians London Choir - Lynda Richardson – kierownik - Orchestre de Grandeur - James Shearman – dyrygent | Produkcja - Mikko Karmila – inżynieria dźwięku, realizacja nagrań, miksowanie - Tero „TeeCee” Kinnunen – inżynieria dźwięku, realizacja nagrań, produkcja muzyczna - Pip Williams, Ilona Opulska – aranżacje, orkiestracje - Jeremy Murphy – asystent inżyniera dźwięku (orkiestra, chór) - Steve Price – inżynieria dźwięku (orkiestra, chór) - Mika Jussila – mastering - Richard Ihnatowicz – kopista - Gina Pitkänen, Janne Pitkänen – okładka - Ville Juurikkala – zdjęcia |